# Коршево
Коршево (на руски: Коршево) е село в югозападната европейска част Русия, част от Бобровски район на Воронежка област. Населението му е около 2000 души (2018).
Разположено е на 137 метра надморска височина в Окско-Донската равнина, на 11 километра североизточно от Бобров и на 85 километра югоизточно от Воронеж.

## Известни личности
Родени в Коршево
- Алексей Суворин (1834 – 1912), журналист и издател